# Aelurostrongylus abstrusus
Aelurostrongylus abstrusus är en rundmaskart som först beskrevs av Louis-Joseph Alcide Railliet 1898.  Aelurostrongylus abstrusus ingår i släktet Aelurostrongylus och familjen Angiostrongylidae. Inga underarter finns listade i Catalogue of Life.